# Port lotniczy Al-Dżauf
Port lotniczy Al-Dżauf (ICAO: AJF, ICAO: OESK) – port lotniczy położony w Sakace, w prowincji Al-Dżauf, w Arabii Saudyjskiej.

## Linie lotnicze i połączenia
| Linia Lotnicza   | Kierunek             |
| ---------------- | -------------------- |
| Air Arabia       | 1. Kair 2. Szardża   |
| Flydubai         | 1. Dubaj             |
| Flynas           | 1. Rijad             |
| Georgian Airways | Sezonowo: 1. Tbilisi |
| Jazeera Airways  | 1. Kuwejt            |
| Nesma Airlines   | 1. Kair              |
| Nile Air         | 1. Kair 2. Sauhadż   |
| Saudia           | 1. Dżudda 2. Rijad   |